# Leńcze
Leńcze ist eine Ortschaft mit einem Schulzenamt der Gemeinde Kalwaria Zebrzydowska im Powiat Wadowicki der Woiwodschaft Kleinpolen in Polen.

## Geographie
Der Ort liegt am linken, nördlichen Ufer des Flusses Skawinka (hier auch Cedron genannt).
Die Nachbarorte sind Grabie im Norden, Podolany im Osten, Zarzyce Wielkie im Süden sowie Przytkowice im Westen.

## Geschichte

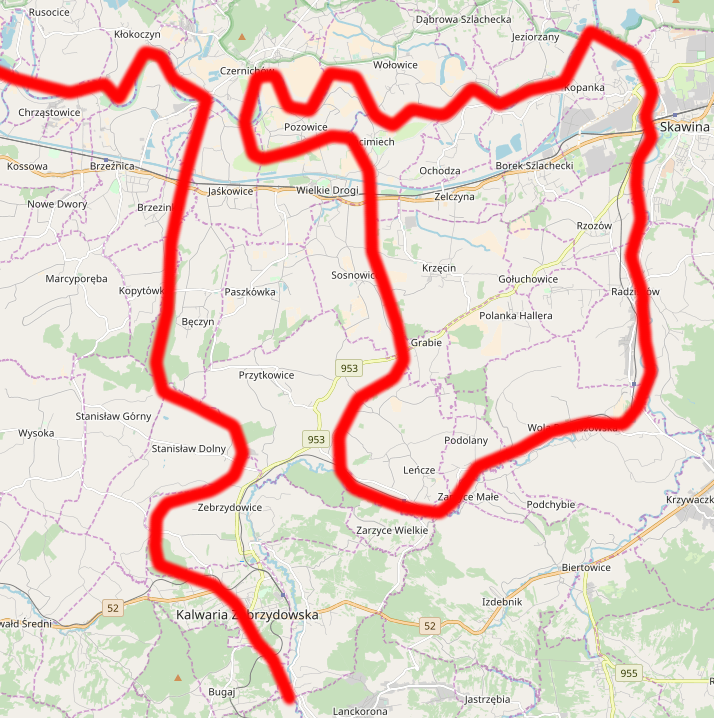
Leńcze in der Exklave des Herzogtums Auschwitz/Zator um Krzęcin

Die Siedlung entstand wahrscheinlich im frühen 13. Jahrhundert und als eine alte Siedlung hat sie ihre Zentrum nicht im Tal der Skawinka, sondern an einem Hügel. Der Ort gehörte ursprünglich zur Kleinpolen und umfasste auch den Bereich der heutigen Dörfer Podolany, Zarzycze Wielkie sowie Zarzycze Małe. Das Gebiet zwischen den Flüssen Skawa im Westen und Skawinka im Osten wurde im Jahr 1274 von Kleinpolen abgetrennt und ans Herzogtum Oppeln angeschlossen. Das Dorf Lencze wurde damals ein Teil der östlichsten Exklave von Schlesien, als die Teile des Dorfs an den linken, südlichen Ufer der Skawinka blieben in Kleinpolen (heutige Zarzycze Wielkie und Zarzyce Małe). Das Herzogtum Oppeln wurde 1281 nach dem Tod von Wladislaus I. von Oppeln geteilt. Ab 1290 gehörte das Dorf zum Herzogtum Teschen und seit 1315 zum Herzogtum Auschwitz, ab 1327 unter Lehnsherrschaft des Königreichs Böhmen. Seit 1445 gehörte es zum Herzogtum Zator, dieses wurde im Jahr 1494 an Polen verkauft.

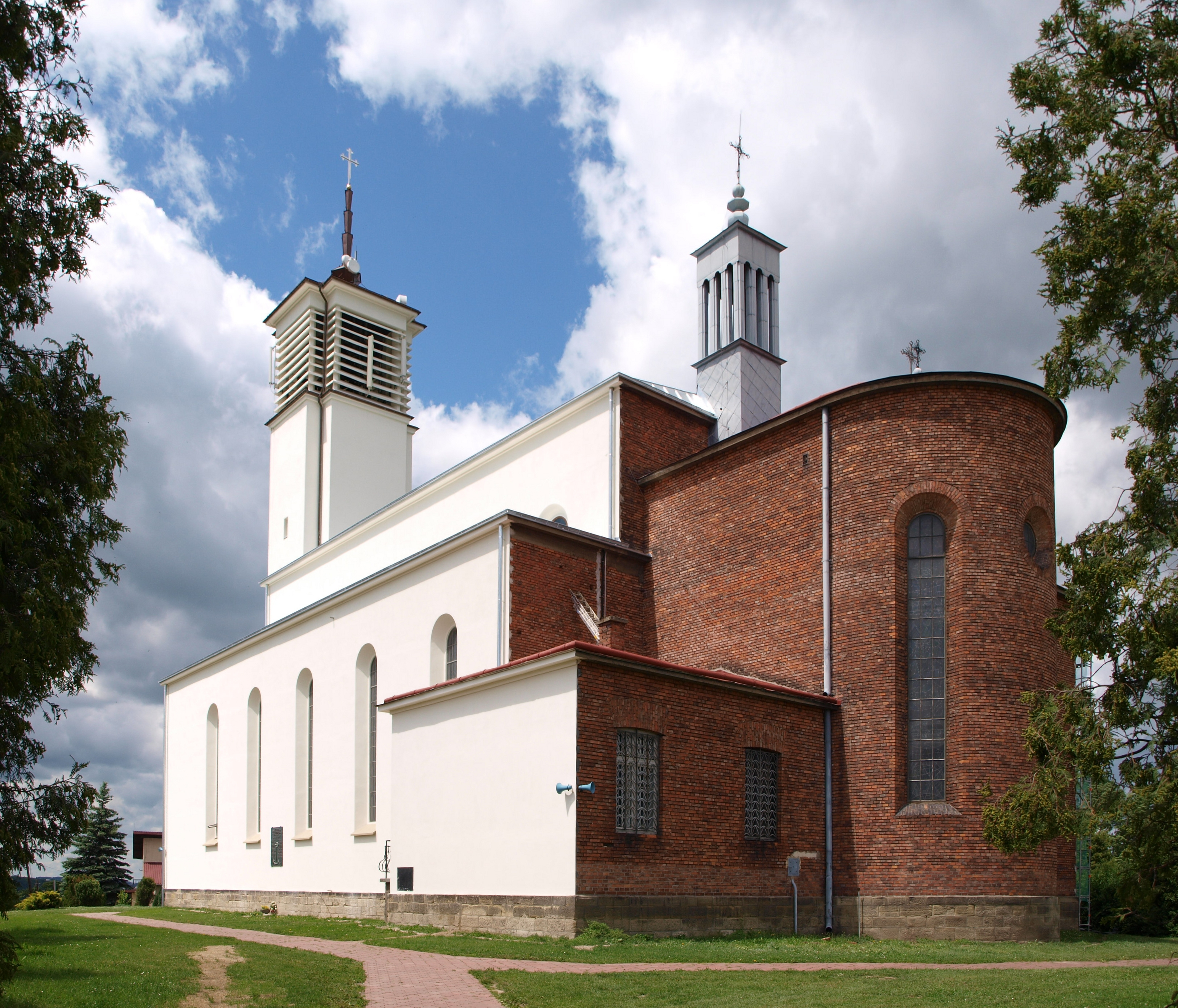
Kirche im Ort

Etwa in der Mitte des 15. Jahrhunderts begannen sich zu unterscheiden zwei teilweise geteilte Siedlungen: Leńcze Górne (Ober Leńcze, heutige Leńcze) und Leńcze Dolne (Nieder Leńcze, heutige Podolany). Im Jahre 1530 wurde eine römisch-katholische Pfarrei in Leńcze (Górne) errichtet.
Bei der Ersten Teilung Polens kam Leńcze 1772 zum neuen Königreich Galizien und Lodomerien des habsburgischen Kaiserreichs (ab 1804).
1918, nach dem Ende des Ersten Weltkriegs und dem Zusammenbruch der k.u.k. Monarchie, kam Leńcze zu Polen. Unterbrochen wurde dies nur durch die Besetzung Polens durch die Wehrmacht im Zweiten Weltkrieg. Es gehörte dann zum Generalgouvernement.
Von 1975 bis 1998 gehörte Leńcze zur Woiwodschaft Bielsko-Biała.

## Söhne und Töchter des Orts
- Bronisław Chromy (1925–2017), Bildhauer, Maler, Medailleur, Zeichner und Professor an der Kunsthochschule Krakau
- Jerzy Trela (* 1942), Schauspieler